# Cibitung Tengah
Cibitung Tengah is een bestuurslaag in het regentschap Bogor van de provincie West-Java, Indonesië. Cibitung Tengah telt 9472 inwoners (volkstelling 2010).